# Tegermansupasset
Tegermansupasset är ett bergspass på gränsen mellan Afghanistan och Kina. Det ligger 4 827 meter över havet. Den afghanska sidan hör till den östligaste delen av Wakhankorridoren i provinsen Badakhshan. Den kinesiska sidan hör till Tashkurgan härad i den autonoma regionen Xinjiang.